# Liguilla de Ascenso a Segunda División
La Liguilla de Ascenso a Segunda División fue un campeonato de antaño que existía en el Perú donde el campeón ascendía a jugar en la Segunda División del año siguiente (excepto en su última edición que ascendió a Primera División).
Se empezó a disputar en 1954 con los campeones de la Liga de Lima y de la Liga del Callao. En los años siguientes se sumaron el campeón de la Liga de los Balnearios del Sur, de la Liga de San Isidro y, en sus últimas ediciones, otros distritos de Lima.
Se disputó hasta 1973 y tras la inclusión de los equipos de la provincia de Lima a la Copa Perú fue reemplazado por el Interligas.

## Historia
La Liga Regional de Lima y Callao, después de su última edición, fue disuelta en 1951. A raíz del aumento de las ligas distritales e equipos limeños  y de los equipos chalacos, se modifica el sistema de ascenso. Con ello, nace la Liguilla de Ascenso a Segunda División en 1954. El nuevo formato, consistía la agrupación de los campeones de las diferentes ligas distritales limeñas y de la Provincia del Callao, mediante encuentros con eliminación hasta llegar en una liguilla selecta. El campeón de la liguilla, goza el derecho de ascender a participar en la Segunda División para el siguiente periodo.
Mientras tanto, los equipos que no logran el ascenso, una vez más inician el proceso desde las ligas distritales metropolitanas y de la Provincial del Callao. La modalidad del campeonato se mantuvo hasta 1973. Posteriormente, el sistema es reemplazado por el torneo de Interligas de Lima y la Departamental del Callao. Ambas competiciones, se encuentran bajo a las bases de la Copa Perú.     

## Campeones
Nombres del torneo:
- 1954–1955: Liguilla de Promoción
- 1956–1961: Triangular de Ascenso
- 1962–1963: Liguilla de Promoción
- 1964–1971: Cuadrangular de Ascenso
- 1972: Hexagonal de Ascenso
- 1973: Octagonal de Ascenso

| Ed. | Año  | Campeón                   | Subcampeón              |
| --- | ---- | ------------------------- | ----------------------- |
| 1   | 1954 | Unión América             | Chim Pum Callao         |
| 2   | 1955 | Unidad Vecinal Nº3        | Mariscal Castilla       |
| 3   | 1956 | Mariscal Castilla         | Sport Almagro           |
| 4   | 1957 | Defensor Lima             | Sport Dinámico          |
| 5   | 1958 | San Antonio               | Atlético Lusitania      |
| 6   | 1959 | Alianza Chorrillos        | Sport Dinámico          |
| 7   | 1960 | Association Chorrillos    | Telmo Carbajo           |
| 8   | 1961 | Íntimos de la Legua       | Víctor Bielich          |
| 9   | 1962 | Atlético Lusitania        | Deportivo Vigíl         |
| 10  | 1963 | ADO                       | Santiago Barranco       |
| 11  | 1964 | Atlético Sicaya           | Association Chorrillos  |
| 12  | 1965 | Racing                    | Barrio Frigorífico      |
| 13  | 1966 | Independiente Sacachispas | Deportivo Bancoper      |
| 14  | 1967 | Deportivo SIMA            | Estudiantes San Roberto |
| 15  | 1968 | Huracán San Isidro        | Centro Chupaca          |
| 16  | 1969 | Estudiantes San Roberto   | Grumete Medina          |
| 17  | 1970 | Atlético Chalaco          | Defensor San Borja      |
| 18  | 1971 | Deportivo Bancoper        | CITSA                   |
| 19  | 1972 | CITSA                     | Association Chorrillos  |
| 20  | 1973 | Barrio Frigorífico        | Deportivo Helvético     |

## Competiciones

### Liguilla de Promoción 1954
- Unión América - sube a Segunda División 1955
- Chim Pum Callao

### Liguilla de Promoción 1955
- Unidad Vecinal Nº 3- sube a Segunda División 1956
- Mariscal Castilla

### Triangular de Ascenso de 1956
- Mariscal Castilla - sube a Segunda División 1957
- Sport Almagro de Barranco
- Sport Dinámico del Callao

### Triangular de Ascenso de 1957
- Defensor Lima de Breña - sube a Segunda División 1958
- Sport Dinámico del Callao
- Defensor Espinar de Miraflores

### Triangular de Ascenso de 1958
- San Antonio de Miraflores - sube a Segunda División 1959
- Atlético Lusitania de Barrios Altos
- Sport Dinámico del Callao

### Triangular de Ascenso de 1959
- Alianza Chorrillos - sube a Segunda División 1960
- Sport Dinámico del Callao
- Combinado Rímac de Lima

### Triangular de Ascenso de 1960
- Association Chorrillos - sube a Segunda División 1961
- Telmo Carbajo del Callao
- Alianza Libertad de Lince

### Triangular de Ascenso de 1961
- Íntimos de la Legua del Callao - sube a Segunda División 1962
- Víctor Bielich de Surquillo
- Estudiantes San Roberto de Lince

### Liguilla de Promoción de 1962
- Atlético Lusitania de Barrios Altos - sube a Segunda División 1963
- Deportivo Vigíl del Callao

### Liguilla de Promoción de 1963
- Atlético Deportivo Olímpico de Callao - sube a Segunda División 1964
- Santiago Barranco[7]  de Barranco

### Cuadrangular de Ascenso de 1964
- Atlético Sicaya del Callao - sube a Segunda División 1965
- Association Chorrillos  de Chorrillos
- Atlético Banfield de Lima
- Deportivo Bancoper de San Isidro

### Cuadrangular de Ascenso de 1965
- Racing San Isidro - sube a Segunda División 1966
- Atlético Barrio Frigorífico del Callao
- Association Chorrillos de Chorrillos
- Atlético Banfield de Lima

### Cuadrangular de Ascenso de 1966
- Independiente Sacachispas[5] de Breña - sube a Segunda División 1967
- Deportivo Bancoper de San Isidro
- Atlético Chalaco del Callao
- Unión Buenos Aires de Chorrillos

### Cuadrangular de Ascenso de 1967
- Deportivo Sima del Callao - sube a Segunda División 1968
- Estudiantes San Roberto de Lince
- Deportivo Nacional de San Isidro
- Huáscar Barranco de Barranco

### Cuadrangular de Ascenso de 1968
- Huracán San Isidro - sube a Segunda División 1969
- Centro Chupaca de La Victoria (Lima)
- Sport Almagro Barranco (Balnearios)
- Atlético Barrio Frigorífico del Callao

### Cuadrangular de Ascenso de 1969
- Estudiantes San Roberto de Lince- sube a Segunda División 1970
- Grumete Medina del Callao
- Deportivo Nacional de San Isidro
- Enrique Barrón de Barranco

### Cuadrangular de Ascenso de 1970
- Atlético Chalaco[6] del Callao - sube a Segunda División 1971
- Defensor San Borja
- Santiago Barranco[7]
- Sport Inca del Rimac

### Cuadrangular de Ascenso de 1971
- Deportivo Bancoper de San Isidro - sube a Segunda División 1972
- Deportivo Citsa de Lima
- Sport Dinámico del Callao
- Santa Rosa de Barranco

### Hexagonal de Ascenso de 1972
- Deportivo Citsa de Lima - al ser desactivada la Segunda División fue invitado al Octogonal de Ascenso de 1973
- Association Chorrillos de Chorrillos
- Grumete Medina  de Callao
- San Marcos de San Isidro
- Deportivo Melzi de Comas
- Relámpago de San Martín de Porres

### Octogonal de Ascenso de 1973
- Atlético Barrio Frigorífico del Callao - Campeón y sube al Campeonato Descentralizado 1974
- Deportivo Helvético de San Isidro - Subcampeón y participa en la Revalidación Metropolitana (vs. Sport Boys 13° Campeonato Descentralizado 1973)
- Santiago Barranco[7] de Barranco
- Deportivo Citsa de Lima
- Ciclista Lima Association
- Mariscal Sucre de La Victoria
- Sport Vitarte
- Deportivo Fabisa de Puente Piedra